# Baionetas Caladas
Fixed Bayonets! (br/pt: Baionetas Caladas) é um filme de guerra estadunidense de 1951, escrito e dirigido por Samuel Fuller para a Twentieth Century-Fox. Produzido enquanto ocorria a Guerra da Coreia, foi o segundo filme do diretor sobre esse conflito. James Dean fez aí seu segundo filme, não tendo sido creditado.

## Elenco
- Richard Basehart...Cabo Denno
- Gene Evans...Sargento Rock
- Michael O'Shea...Sargento Lonergan
- Richard Hylton...Enfermeiro John Wheeler
- Skip Homeier...Whitey
- David Wolfson...Bigmouth
- Henry Kulky...Vogl
- Glen Corbett (creditado como Larry Holden)...tenente
- James Dean...Doggie (não creditado)

## Sinopse
Durante a intervenção chinesa na Guerra da Coreia (outubro – dezembro de 1950), um general americano recebe ordens para recuar sua divisão além do rio, tendo que atravessar uma ponte aberta ao fogo comunista. Ele decide tentar enganar os inimigos e deixa na retaguarda um pelotão de 48 homens, colocando-o numa passagem estreita nas montanhas, com ordens de "fazerem bastante barulho" para serem tomados por um regimento e com isso ganharem tempo para que o corpo principal de 15.000 homens consiga atravessar a ponte em segurança. O cabo Denno reluta em tomar o comando do pelotão mas percebe que esse momento pode chegar quando seus comandantes começam a morrer nos seguidos bombardeios e enfrentamentos.

## Trilha sonora
Roy Webb foi o autor da trilha sonora do filme e usou duas canções:
- American Flag
- Indiana

Musica de James F. Hanley

Versos de Ballard MacDonald

## Produção
Fixed Bayonets! foi o primeiro de sete filmes que a Twentieth Century-Fox encomendou ao diretor e escritor Fuller. O estúdio ficara bem impressionado com The Steel Helmet.
Apesar da história original, Darryl F. Zanuck achou que o personagem relutante de Richard Basehart lembrava o de Immortal Sergeant da Fox e o estúdio ordenou um crédito ao autor do romance que aquele filme adaptara. Fuller contou que, com o grande número de filmes de ação na época, eles tiveram problemas em conseguir figurantes para a cena inicial da retirada.